# Vrijenban (wijk)
Vrijenban is een wijk in Delft, in de Nederlandse provincie Zuid-Holland, grenzend aan het centrum. In het zuiden grenst de wijk aan Wippolder.
Per 1 januari 2004 woonden er 9289 mensen verdeeld over 5280 huishoudens in het Delftse Vrijenban.
De huidige oppervlakte van de wijk is kleiner dan die van de voormalige gemeente Vrijenban.
Vrijenban is ook de naam van een buurt in het zuiden van de gemeente Rijswijk, eveneens in de Nederlandse provincie Zuid-Holland. De zuidoostelijke kant van deze buurt grenst aan de Delftse wijk Vrijenban.
Stad: Delft     Buurtschappen: Abtswoude · Klein-Delfgauw

Wijken en Buurten: Buitenhof · Centrum · Delftse Hout · Hof van Delft · Ruiven · Schieweg · Tanthof · Voordijkshoorn · Voorhof · Vrijenban · Wippolder

Bedrijventerreinen: Delftechpark · Technopolis

Zuid-Holland: Steden en dorpen    Nederland: Provincies · Gemeenten